# Vranduk
Vranduk (kyrilliska: Врандук) är en ort i kommunen Zenica i kantonen Zenica-Doboj i centrala Bosnien och Hercegovina. Orten ligger vid floden Bosna, cirka 10 kilometer norr om Zenica. Vranduk hade 447 invånare vid folkräkningen år 2013.
Av invånarna i Vranduk är 99,55 % bosniaker (2013).
Orten omnämns för första gången år 1410. Vranduks medeltida slott nämns i skrifterna i början av 1300-talet, som en vistelseplats för de bosniska kungarna. Platsen var viktig ur strategisk synpunkt, men också som en viktig handelsknutpunkt i det medeltida Kungariket Bosnien. Många historieintresserade turister besöker platsen.